# استیپو مارکوویچ
استیپو مارکوویچ (زاده ۳ دسامبر ۱۹۹۳)، بازیکن فوتبال اهل بوسنی و هرزگوین است که به عنوان مدافع چپ برای باشگاه لوکوموتیو زاگرب در لیگ فوتبال کرواسی بازی می‌کند. 

## افتخارات

### باشگاهی
شیروکی بریگ
- جام حذفی فوتبال بوسنی و هرزگوین: ۲۰۱۲–۱۳، ۲۰۱۶–۱۷